# Adolfo Gaich
Adolfo Julián Gaich (Bengolea, 26 febbraio 1999) è un calciatore argentino, attaccante del CSKA Mosca.

## Biografia
Nato in Argentina, a Bengolea, a pochi chilometri da Cordoba, è di origine tedesca.

## Caratteristiche tecniche
È un centravanti dotato di ottima forza fisica, che sa essere pericoloso negli spazi.

## Carriera

### Club
Cresciuto nelle giovanili del San Lorenzo, ha esordito in prima squadra il 28 agosto 2018, in occasione della partita di campionato pareggiata per 1-1 contro l'Unión (SF). In due anni disputa 27 partite e segna 8 gol.
Il 5 agosto 2020 viene acquistato dal CSKA Mosca, nelle cui file viene poco impiegato dall'allenatore Viktar Hančarėnka. Fino al gennaio 2021 colleziona 19 presenze, segnando un gol in Europa League, contro il Wolfsberger.
Il 30 gennaio 2021 viene ceduto in prestito al Benevento con un'opzione per il suo acquisto fissata a 11 milioni di euro. Sceglie la maglia nº 7 in onore dell'ex calciatore del Benevento Carmelo Imbriani. Debutta con i sanniti il 28 febbraio seguente, in occasione della sconfitta per 2-0 contro il Napoli. Il 6 marzo 2021, alla prima presenza da titolare, segna il suo primo gol in Serie A con la maglia dei campani, nel pari esterno (1-1) contro lo Spezia. Il 21 marzo segna all'Allianz Stadium il gol decisivo per la prima vittoria del Benevento contro la Juventus (0-1).
Non riscattato dai sanniti, retrocessi in Serie B, il 30 agosto 2021, dopo aver collezionato una sola presenza con il CSKA Mosca, viene ceduto nuovamente in prestito, questa volta all'Huesca.
Dopo sei mesi trascorsi a Mosca, il 30 gennaio 2023 si trasferisce, in prestito con diritto di riscatto, al Verona, in Serie A, fino al termine della stagione. Il 6 febbraio esordisce con i veneti nella partita interna contro la Lazio, subentrando a Cyril Ngonge nella ripresa. Segna il primo gol in maglia veronese l'8 aprile, dando ai suoi la vittoria casalinga contro il Sassuolo (2-1). Terminerà la sua avventura nel club scaligero totalizzando 16 presenze e mettendo a segno due reti.
Il 14 settembre 2023 viene ceduto in prestito al Çaykur Rizespor, nella Süper Lig turca. Debutta due giorni dopo in una gara contro il Konyaspor, mettendo a segno la rete che varrà la vittoria per la sua squadra al 92' minuto.

### Nazionale
Con la nazionale argentina Under-20 ha segnato 9 gol in 18 presenze.
Ha esordito in nazionale maggiore il 10 settembre 2019, subentrando dalla panchina nei minuti finali della partita amichevole vinta per 4-0 contro il Messico all'Alamodome.

## Statistiche

### Presenze e reti nei club
Statistiche aggiornate al 24 maggio 2025.
| Stagione           | Squadra            | Campionato         | Campionato | Campionato | Coppe nazionali | Coppe nazionali | Coppe nazionali | Coppe continentali | Coppe continentali | Coppe continentali | Altre coppe | Altre coppe | Altre coppe | Totale | Totale | Totale |
| Stagione           | Squadra            | Comp               | Pres       | Reti       | Comp            | Pres            | Reti            | Comp               | Pres               | Reti               | Comp        | Pres        | Reti        | Pres   | Reti   |        |
| ------------------ | ------------------ | ------------------ | ---------- | ---------- | --------------- | --------------- | --------------- | ------------------ | ------------------ | ------------------ | ----------- | ----------- | ----------- | ------ | ------ | ------ |
| 2018-2019          | San Lorenzo        | PD                 | 11         | 2          | CA              | 1               | 1               | CL                 | 1                  | 0                  | -           | 2           | 0           | 15     | 3      |        |
| 2019-2020          | San Lorenzo        | PD                 | 12         | 5          | CA              | 0               | 0               | CL                 | 0                  | 0                  | -           | 0           | 0           | 12     | 5      |        |
| Totale San Lorenzo | Totale San Lorenzo | Totale San Lorenzo | 23         | 7          |                 | 1               | 1               |                    | 1                  | 0                  |             | 2           | 0           | 27     | 8      |        |
| 2020-gen. 2021     | CSKA Mosca         | PL                 | 13         | 0          | KR              | 0               | 0               | UEL                | 5                  | 1                  | -           | -           | -           | 18     | 1      |        |
| gen.-giu. 2021     | Benevento          | A                  | 15         | 2          | CI              | -               | -               | -                  | -                  | -                  | -           | -           | -           | 15     | 2      |        |
| ago. 2021          | CSKA Mosca         | PL                 | 1          | 0          | CR              | 0               | 0               | -                  | -                  | -                  | -           | -           | -           | 1      | 0      |        |
| ago. 2021-2022     | Huesca             | SD                 | 28         | 1          | CR              | 0               | 0               | -                  | -                  | -                  | -           | -           | -           | 28     | 1      |        |
| 2022-gen. 2023     | CSKA Mosca         | PL                 | 8          | 1          | CR              | 3               | 1               | -                  | -                  | -                  | -           | -           | -           | 11     | 2      |        |
| gen.-giu. 2023     | Verona             | A                  | 16         | 2          | CI              | -               | -               | -                  | -                  | -                  | -           | -           | -           | 37     | 3      |        |
| lug.-set.2023      | CSKA Mosca         | PL                 | 4          | 0          | CR              | 2               | 0               | -                  | -                  | -                  | SR          | 1           | 0           | 7      | 0      |        |
| set. 2023-2024     | Çaykur Rizespor    | SL                 | 33         | 8          | TK              | 2               | 3               | -                  | -                  | -                  | -           | -           | -           | 35     | 11     |        |
| lug.-ago.2024      | CSKA Mosca         | PL                 | 1          | 0          | CR              | 1               | 0               | -                  | -                  | -                  | -           | -           | -           | 2      | 0      |        |
| Totale CSKA Mosca  | Totale CSKA Mosca  | Totale CSKA Mosca  | 27         | 1          |                 | 6               | 1               |                    | 5                  | 1                  |             | 1           | 0           | 39     | 3      |        |
| ago. 2024-2025     | Antalyaspor        | SL                 | 33         | 8          | TK              | 5               | 1               | -                  | -                  | -                  | -           | -           | -           | 38     | 8      |        |
| Totale carriera    | Totale carriera    | Totale carriera    | 172        | 29         |                 | 15              | 6               |                    | 6                  | 1                  |             | 3           | 0           | 196    | 35     |        |

### Cronologia presenze e reti in nazionale
| Cronologia completa delle presenze e delle reti in nazionale ― Argentina | Cronologia completa delle presenze e delle reti in nazionale ― Argentina | Cronologia completa delle presenze e delle reti in nazionale ― Argentina | Cronologia completa delle presenze e delle reti in nazionale ― Argentina | Cronologia completa delle presenze e delle reti in nazionale ― Argentina | Cronologia completa delle presenze e delle reti in nazionale ― Argentina | Cronologia completa delle presenze e delle reti in nazionale ― Argentina | Cronologia completa delle presenze e delle reti in nazionale ― Argentina |
| Data                                                                     | Città                                                                    | In casa                                                                  | Risultato                                                                | Ospiti                                                                   | Competizione                                                             | Reti                                                                     | Note                                                                     |
| ------------------------------------------------------------------------ | ------------------------------------------------------------------------ | ------------------------------------------------------------------------ | ------------------------------------------------------------------------ | ------------------------------------------------------------------------ | ------------------------------------------------------------------------ | ------------------------------------------------------------------------ | ------------------------------------------------------------------------ |
| 10-9-2019                                                                | San Antonio                                                              | Argentina                                                                | 4 – 0                                                                    | Messico                                                                  | Amichevole                                                               | -                                                                        | 87’                                                                      |
| Totale                                                                   |                                                                          | Presenze                                                                 | 1                                                                        |                                                                          | Reti                                                                     | 0                                                                        |                                                                          |

| Cronologia completa delle presenze e delle reti in nazionale ― Argentina olimpica | Cronologia completa delle presenze e delle reti in nazionale ― Argentina olimpica | Cronologia completa delle presenze e delle reti in nazionale ― Argentina olimpica | Cronologia completa delle presenze e delle reti in nazionale ― Argentina olimpica | Cronologia completa delle presenze e delle reti in nazionale ― Argentina olimpica | Cronologia completa delle presenze e delle reti in nazionale ― Argentina olimpica | Cronologia completa delle presenze e delle reti in nazionale ― Argentina olimpica | Cronologia completa delle presenze e delle reti in nazionale ― Argentina olimpica |
| Data                                                                              | Città                                                                             | In casa                                                                           | Risultato                                                                         | Ospiti                                                                            | Competizione                                                                      | Reti                                                                              | Note                                                                              |
| --------------------------------------------------------------------------------- | --------------------------------------------------------------------------------- | --------------------------------------------------------------------------------- | --------------------------------------------------------------------------------- | --------------------------------------------------------------------------------- | --------------------------------------------------------------------------------- | --------------------------------------------------------------------------------- | --------------------------------------------------------------------------------- |
| 13-7-2021                                                                         | Yongin                                                                            | Corea del Sud olimpica                                                            | 2 – 2                                                                             | Argentina olimpica                                                                | Amichevole                                                                        | -                                                                                 | 45’                                                                               |
| 22-7-2021                                                                         | Sapporo                                                                           | Argentina olimpica                                                                | 0 – 2                                                                             | Australia olimpica                                                                | Olimpiadi 2021 - 1°turno                                                          | -                                                                                 | 63’                                                                               |
| 25-7-2021                                                                         | Sapporo                                                                           | Egitto olimpica                                                                   | 0 – 1                                                                             | Argentina olimpica                                                                | Olimpiadi 2021 - 1°turno                                                          | -                                                                                 | 62’                                                                               |
| 28-7-2021                                                                         | Saitama                                                                           | Spagna olimpica                                                                   | 1 – 1                                                                             | Argentina olimpica                                                                | Olimpiadi 2021 - 1°turno                                                          | -                                                                                 |                                                                                   |
| Totale                                                                            |                                                                                   | Presenze                                                                          | 4                                                                                 |                                                                                   | Reti                                                                              | 0                                                                                 |                                                                                   |

## Palmarès

### Nazionale
- Torneo internazionale Under-20 di Alcúdia: 1

2018
- Giochi panamericani: 1

2019
- Torneo Pre-Olimpico CONMEBOL: 1

2020